# Сігеґерд (король Ессексу)
Сігеґерд (*Swæfred, Swæbheard, Suebred, д/н —до 715) — король Ессексу в 694—715 роках.

## Життєпис
Походив з династії Есквінінгів. Старший син Себбі, короля Ессексу та Кенту. Про дату народження та молоді роки нічого невідомо. Після зречення батька у 694 році разом з братом Свефредом став співкоролем.
Сігеґерд розділив королівство на дві частини, отримавши Східний Ессекс. Втім майже не підтримував стосунків з братом, що правив у Західному Ессексу. У зовнішній політиці Свефред з братом визнавав зверхність королівства Вессексу.
У 705 році Сігеґерд прихистив суперників Інє, короля Вессексу, що викликало гнів останнього. На синоді в Брентфорді вони погодилися вигнати супротивників Інє, аби той не нападав на Ессекс.
Сігеґерд разом з Кенредом, королем Вессексу, отримав конфірмацію від Фулхем Тиртельського, єпископа Херефорду, та Валдера, єпископа Лондону. Сігеґерд як і брат підтримував монастирі та церкви землями та коштами.
Хронологія останніх років правління Сігехерда і Свефреда все ще достеменно не зрозуміла. У 709 році новим співкоролем стає Оффа. Тому висловлюється думка, що в цей час помер Свефред й старшим королем став Сігеґерд, що став спільно панувати з Оффою. Помер до 715 року. Йому спадкував Свефберт.

## Родина
- Сігемунд